# The Hooded Man

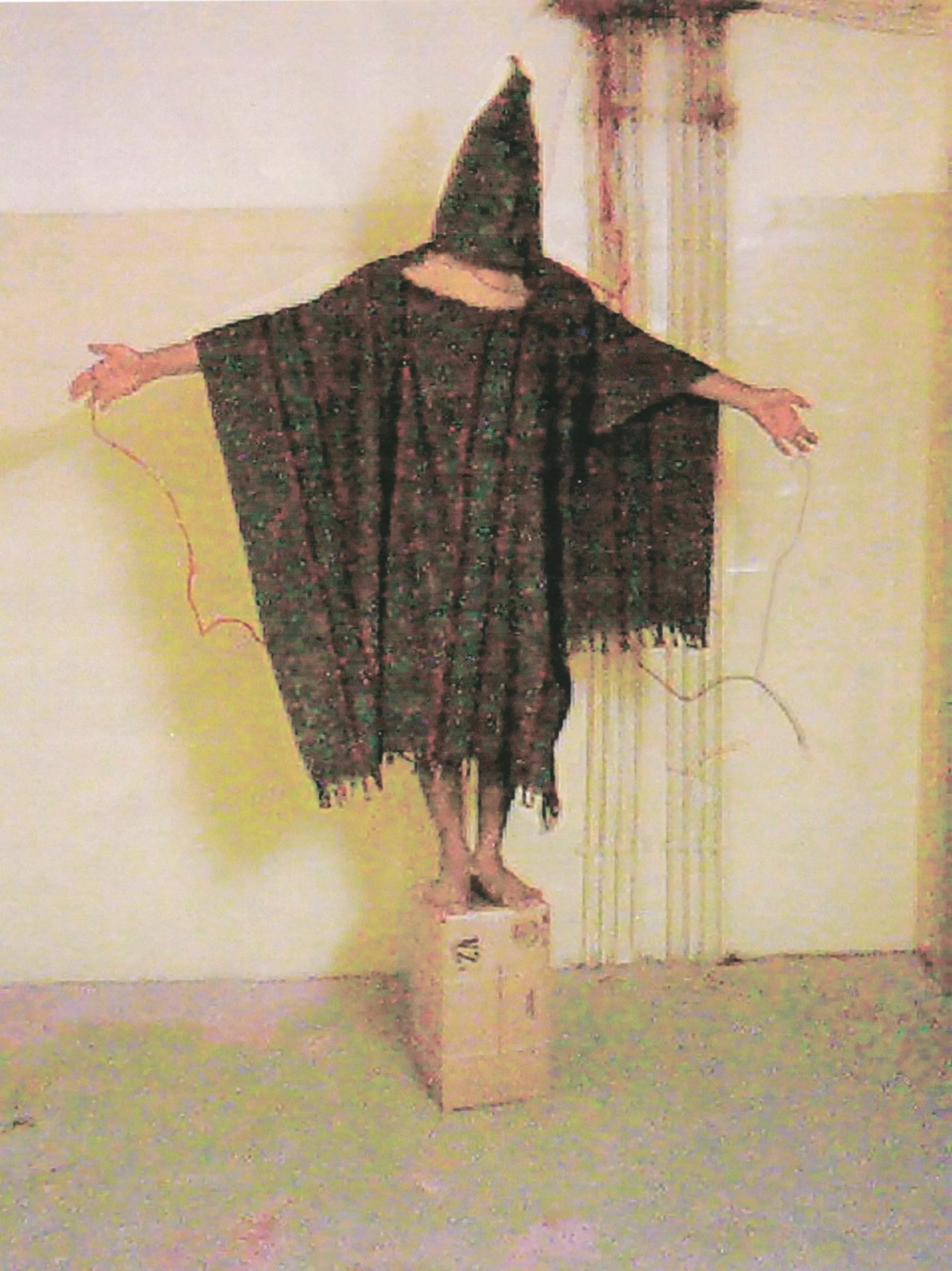
Abdou Hussain Saad Faleh, um prisioneiro iraquiano, sendo torturado na prisão de Abu Ghraib por soldados estadounidenses; o prisioneiro está em pé numa caixa com cabos nas suas mãos

The Hooded Man (O Homem Encapuzado) ou The Man on the Box (O Homem na Caixa) é uma imagem mostrando um prisioneiro na prisão de Abu Ghraib com cabos presos aos seus dedos, de pé numa caixa com a cabeça coberta. A foto tem sido retratada com uma fotografia icónica da Guerra do Iraque, "a imagem definidora do escândalo" e "símbolo da tortura em Abu Ghraib". A imagem, revelada publicamente pela primeira vez no programa da CBS 60 Minutes II a 28 de abril de 2004, foi mais tarde publicada na capa do The Economist a 8 de maio de 2004, como a foto de abertura da The New Yorker a 10 de maio de 2004, e na página da frente do The New York Times a 11 de março de 2006.
O homem na foto foi inicialmente identificado como sendo Ali Shallal al-Qaisi mas a revista online Salon.com levantou dúvidas sobre a sua identidade. Foi mais tarde relatado que embora al-Qaisi tenha sido fotografado numa posição semelhante, o verdadeiro Homem Encapuzado era Abdou Hussain Saad Faleh, apelidado de Gilligan.

## Sujeito
O homem sob o capuz da famosa foto foi inicialmente identificado como Ali Shallal al-Qaisi. Ali esteve detido em Abu Ghraib por vários meses entre 2003 e 2004, onde foi torturado pelas forças estadounidenses. Ali foi mais tarde libertado "numa autoestrada longe de Abu Ghraib" sem ser acusado de um crime. Na sua descrição da cena fotografada, Shallal al-Qaisi declara que ele estava numa caixa rígida e "não quebrável" enquanto recebia choques elétricos pelos cabos nas suas mãos. "Lembro-me de morder a língua, sentia que os meus olhos iram saltar fora. Comecei a sangrar debaixo da máscara e caí", Shallal al-Qaisi adiciona. "Ele disse que só tinha recentemente recebido um cobertor depois de estar nu por dias".
A identidade do homem encapuzado foi mais tarde desafiada pela revista online Salon.com depois de "um exame de 280 fotos de Abu Ghraib que foi estudado por semanas e numa entrevista com um oficial do Comando de Investigação Criminal do Exército". Depois do desafio, o The New York Times declarou que iria investigar o caso. Finalmente, relatou que "Qaisi reconheceu não ser o homem na fotografia específica", embora Qaisi e os seus advogados afirmarem que enquanto sendo chocado com cabos, ele foi fotografado numa posição semelhante. Durante uma conversa telefónica com o The New York Times al-Qaisi disse: "Eu sei uma coisa. Eu usei esse cobertor, eu estive nessa caixa e eu estive conectado a esses cabos e eletrocutado". A identidade real do homem encapuzado foi mais tarde relatada como sendo Abdou Hussain Saad Faleh, apelidade de "Gilligan". O homem não foi reconhecido pelos líderes tribais ou o supervisor de uma fábrica de tijolos localizada na morada indicada nos relatórios da prisão. Foi observado que os detidos muitas vezes assumiam identidades falsas durante o seu tempo em custódia.

## Receção
A foto, junto com outras mostrando o abuso, foi revelada publicamente pela primeira vez no programa da CBS 60 Minutes II a 28 de abril de 2004. Mais tarde apareceu com as palavras "Demita-se, Rumsfeld" na capa da revista britânica The Economist a 8 de maio de 2004, e como a foto de abertura do muito citado ensaio de Seymour Hersh sobre o escândalo a 10 de maio no The New Yorker. Também apareceu na página da frente do The New York Times a 11 de março de 2006. Uma representação ilustrada da foto foi publicada na capa da The Nation a 26 de dezembro de 2005 com o título "O Complexo de Tortura". A 12 de junho de 2005, a revista do The New York Times publicou outra reprodução com o título "Do Que Nós Não Falamos Quando Falamos de Tortura".
A reprodução frequente não foi a única razão pro detrás do crescimento do The Hooded Man a um estatuto icónico, na verdade ocorreu também devido ás diversas maneiras na qual os realizadores da imagem a utilizaram em diferentes "géneros, mídias, e locais". A imagem tem servido como um modelo para capas de revistas e cartoons editoriais, apareceu em murais, posters públicos, e esculturas, reproduzida em Lego, e incorporada em montagens e pinturas.
W. J. T. Mitchell analisou as fotos de Abu Ghraib no seu livro Cloning Terror: the War of Images 9/11 to the Present. The Hooded Man é alegadamente uma de três imagens icónicas de um conjunto maior de fotos vazadas de Abu Ghraib, com as outras sendo Pyramid of Bodies (Pirâmide de Corpos) e Prisoner on a Leash (Prisioneiro numa Trela).
Uma década depois do lançamento público das fotos do homem encapuzado, Abu Ghraib e a Guerra ao Terror têm sido sujeitos a numerosas publicações. Tem inspirado numerosas adaptações em diferentes meios e géneros, e trabalhos literários significantes têm aprofundado uma análise da fotografia, as suas adaptações, e a sua significância política.
O álbum Virgins (2013) do músico Tim Hecker apresenta arte que alude à foto. O álbum também contem uma faixa intitulada Incense at Abu Ghraib (Incenso em Abu Ghraib).

## Casos de tortura semelhantes
Der Spiegel, um periódico alemão, concluiu que muitos prisioneiros foram torturados e fotografados na mesma maneira que o homem encapuzado. Segundos especialistas, esta forma de tortura tem sido utilizada pela CIA por anos. O testemunho jurado da Especialista Sabrina Harman da 372ª Companhia da Polícia Militar declara que pelo menos um prisioneiro foi torturado com os seus "dedos das mãos, dos pés e pénis [...] ligados a cabos", enquanto o icónico homem encapuzado tem cabos ligados apenas aos dedos. Investigadores estadounidenses dizem que existiram outros prisioneiros, incluindo Satar Jabir, alegando serem o homem encapuzado, tendo experienciado o mesmo método de tortura. Na sua entrevista com o Der Spiegel, Ali Shallal al-Qaisi nomeou outras duas pessoas – Shahin, apelidade de Joker pelos soldados, e um homem chamado Saddam al-Rawi – que sofreram com a mesma tortura.